# 保罗·克瑞
保罗·菲利普·克瑞（英語：Paul Philippe Cret，1876年10月23日—1945年9月8日），法国裔，是美国著名的建筑师、设计师，曾任教于宾夕法尼亚大学。